# P3 Flyers

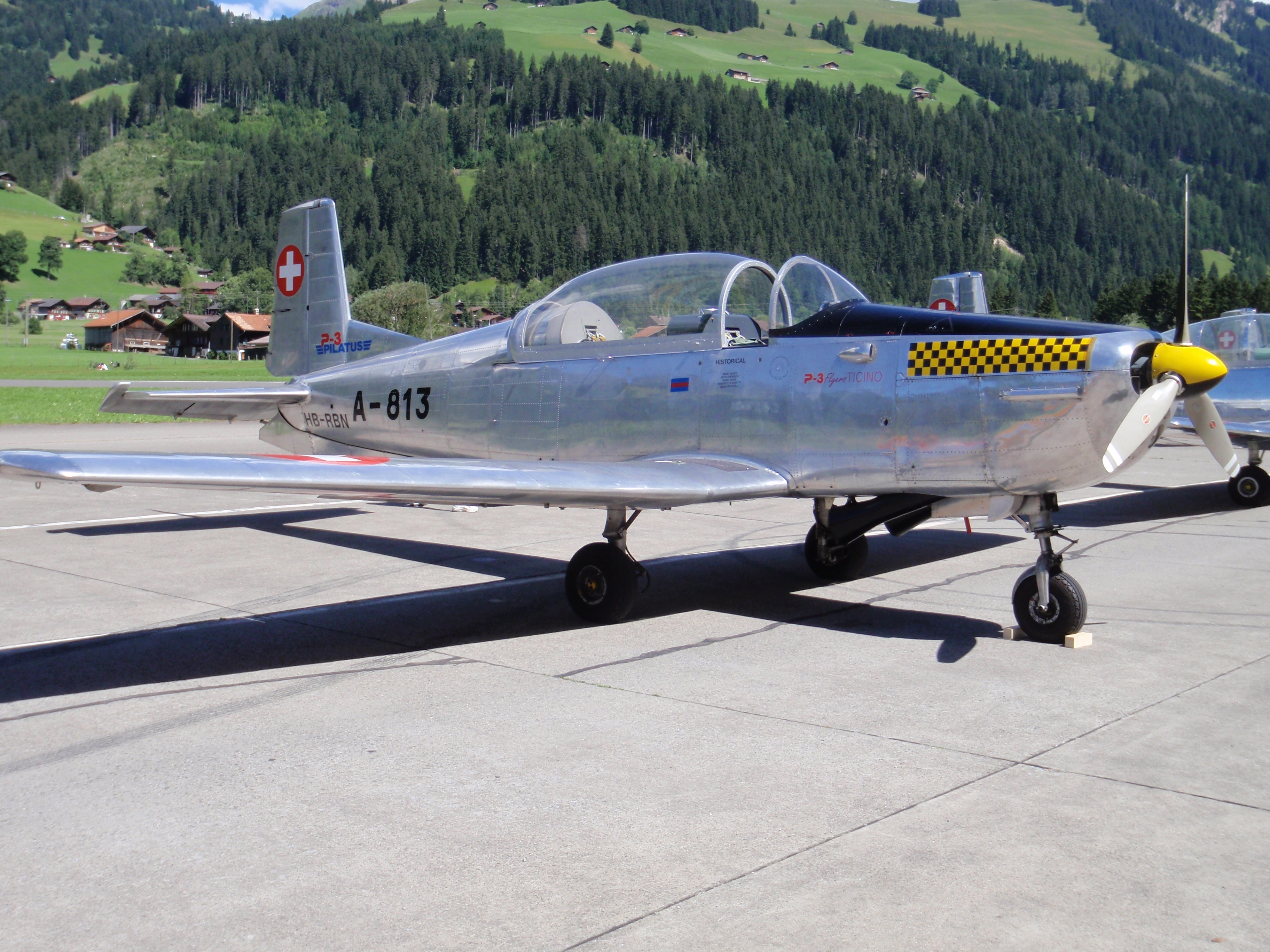
Un Pilatus P-3 della pattuglia P3 Flyers

I P3 Flyers sono una pattuglia acrobatica civile svizzera basata a Locarno nel Canton Ticino.

## Storia
La pattuglia acrobatica P3 Flyers utilizza cinque Pilatus P-3, vecchi aerei da addestramento dismessi, ma ancora in ottimo stato, delle Forze aeree svizzere.
Il primo Pilatus P-3 fu acquistato nel 1992 mentre il debutto del team avvenne nel 1996 con due velivoli. Nel 2001 si tenne la prima esibizione ufficiale con tre aerei e da allora, con la gradualità necessaria dettata da questioni economiche, la pattuglia è arrivata a dotarsi dei cinque attuali P-3.
Dal 2007 tutti gli aerei sono dotati di generatore di fumo, la livrea non è omogenea ma per ogni velivolo è stata mantenuta quella che aveva nelle Forze aeree svizzere.
I piloti che formano la pattuglia sono:
- Marco Guscio, leader, pilota nr. 1,
- Valerio "Vale" Caroni, gregario destro, pilota nr. 2,
- Marc "Bear" Roth, secondo solista, pilota nr. 3,
- Fabrizio "Sponge" Pongelli, primo solista, pilota nr. 4,
- Boris Comazzi, gregario destro, pilota nr 5
- Andrea Cavadini, pilota di riserva,
- Nicolas "Nick" Poncini, pilota in addestramento, speaker.[1][2]

## Sviluppi futuri
Compatibilmente con le possibilità finanziarie la pattuglia affiancherà ai Pilatus P-3 anche due Pilatus PC-7 ricevuti in dono.